# محوطه گندلستان
محوطه گندلستان در شهرستان الیگودرز، بخش بشارت، دهستان پیشکوه ذلقی، ۴۰۰ متری جنوب شرقی روستای هندیله واقع شده و این اثر در تاریخ ۱۸ اسفند ۱۳۸۷ با شمارهٔ ثبت ۲۵۲۳۰ به‌عنوان یکی از آثار ملی ایران به ثبت رسیده است.